# 꽃이 피고 햇빛 받고
《꽃이 피고 햇빛 받고》(花が咲く 太陽浴びて 하나가사쿠 다이요우아후데[*])는 2018년 1월 28일 발매된 모닝구무스메'18의 디지털 싱글이다.

## 개요
- 모닝구무스메의 두 번째 디지털 싱글이다.
- 2018년 1월 2일부터 행해진 헬로! 프로젝트의 콘서트「Hello! Project 20th Anniversary!! Hello! Project 2018 WINTER」에서 선행 피로했다.
- 동년 2월 7일에 발매 예정인 모닝구무스메 20th 명의의 미니 앨범『스무살의 모닝구무스메』에 최초로 선행 착신 싱글이다.

## 수록곡
1. 花が咲く 太陽浴びて
작사, 작곡 : 층쿠 / 편곡 : 히라타 쇼이치로
2. 花が咲く 太陽浴びて (Instrumental)